# 카렌 다이어
카렌 다이어(Karen Dior, 1967년 2월 14일 ~ 2004년 8월 25일)는 미국의 포르노 배우, 가수, 텔레비전 배우이다.
미주리주에서 태어났으며 로스앤젤레스에서 사망하였다. 사인은 바이러스성 간염이다.

## 영화
- 직스 (2001년) - 캔디 케인 역